# Łucja Pietrzak
Łucja Pietrzak (* 27. Dezember 1995 in Osuchów) ist eine polnische Radsportlerin, die auf Bahn und Straße aktiv ist.

## Sportliche Laufbahn
2012 startete Łucja Pietrzak im Straßenrennen der Juniorinnen bei den Straßenweltmeisterschaften und belegte Platz 14. Ihre ersten größeren Erfolge hatte sie auf der Bahn. 2013 wurde sie Junioren-Europameisterin im Omnium. 2016 errang sie gemeinsam mit Monika Graczewska, Justyna Kaczkowska und Daria Pikulik bei den U23-Europameisterschaften die Bronzemedaille in der Mannschaftsverfolgung, zwei Jahre später wurde sie polnische Meisterin im Scratch.
2019 wurde Łucja Pietrzak in Ostróda polnische Straßenmeisterin.

## Erfolge

### Bahn
2013
- Junioren-Europameisterin – Omnium

2016
- U23-Europameisterschaft – Mannschaftsverfolgung (mit Monika Graczewska, Justyna Kaczkowska und Daria Pikulik)

2018
- Polnische Meisterin – Scratch

2021
- Polnische Meisterin – Scratch, Punktefahren

### Straße
2019
- Polnische Meisterin – Straßenrennen